# Chukhrovita-(Ce)
La chukhrovita-(Ce) és un mineral de la classe dels halurs que pertany al grup de la chukhrovita. Rep el seu nom en honor del mineralogista i geoquímic rus Fëdor Vasil'evič Čuchrov (1908-1988) amb el sufix per "-(Ce)" que correspon a la terra rara dominant: el ceri.

## Característiques
La chukhrovita-(Ce) és un fluorur de fórmula química Ca₃CeAl₂(SO₄)F₁₃(H₂O)₁₂. Cristal·litza en el sistema isomètric en forma de cristalls octaèdrics de fins a 1,5 mm. La seva duresa a l'escala de Mohs és 3.
Segons la classificació de Nickel-Strunz, la chukhrovita-(Ce) pertany a «03.CG - Halurs complexos, aluminofluorurs amb CO₃, SO₄, PO₄» juntament amb els següents minerals: stenonita, chukhrovita-(Y), meniaylovita, chukhrovita-(Nd), creedita, bøggildita i thermessaïta.

## Formació i jaciments
La chukhrovita-(Ce) apareix en el context d'un dipòsit hidrotermal de barita-fluorita, (mina Clara, Alemanya) i en la zona d'oxidació d'un dipòsit de bandes de sel·laïta-turmalina–fluorita (dipòsit Yaroslavskoye, Rússia). A més dels dos indrets anteriors, també ha estat trobada a Gamskarlgraben, a Grieswies (Salzburg, Àustria) i a la mina Valvassera, a Valganna (Llombardia, Itàlia).
En el mes de setembre de 2024 va ser definit un nou neotip per aquesta espècie, sent establerta la localitat tipus a la mina Tripi, al municipi italià d'Alì Terme, a la província de Messina (Sicília, Itàlia).
Sol trobar-se associada amb altres minerals com: fluorita, jarosita, pirita, sofre natiu, sel·laïta, gearksutita i yaroslavita.